# Heterocola rufiventris
Heterocola rufiventris är en stekelart som beskrevs av Horstmann 1971. Heterocola rufiventris ingår i släktet Heterocola och familjen brokparasitsteklar. Inga underarter finns listade i Catalogue of Life.